# Erwin Jaenecke
Erwin Jaenecke, nemški general, * 22. april 1890, Freren, Lingen, † 3. julij 1960, Köln

## Odlikovanja
- viteški križ železnega križa (9. oktober 1942)
- nemški križ v zlatu (2. januar 1943)